# Coccygidium iridipenne
Coccygidium iridipenne är en stekelart som först beskrevs av Cameron 1904.  Coccygidium iridipenne ingår i släktet Coccygidium och familjen bracksteklar. Inga underarter finns listade i Catalogue of Life.